# Pieter Hendrik Smits
Pieter Hendrik Smits ('s-Hertogenbosch, 19 november 1893 – Chur, 25 juli 1972) was president van de Hoge Raad der Nederlanden.

## Leven en werk
Smits was een zoon van kantonrechter mr. Pieter Hendrik Smits (1857-1908) en Maria van Roggen (1868-1947). Hij trouwde in 1930 met Elsa Martha Vrijburg.
Smits studeerde rechten te Leiden tussen 1912 en 1921. Hij promoveerde op 9 juli 1924 te Amsterdam. Van 1925 tot 1929 was hij advocaat en vervolgens rechter te Amsterdam (1929-1941).
Op 1 september 1941 werd hij door de rijkscommissaris Arthur Seyss-Inquart (1892-1946) benoemd tot raadsheer bij de Hoge Raad der Nederlanden; hij werd als zodanig ontslagen op 8 november 1946 op grond van het zuiveringsbesluit van de Hoge Raad. Op 21 november 1946 werd hij opnieuw benoemd tot raadsheer, op 6 december 1958 tot vicepresident en op 9 februari 1961 tot president van het college. Op 1 december 1963 werd hij ontslagen wegens het bereiken van de 70-jarige leeftijd.